# 검사조서
검사조서는 검사가 피의자를 신문할 때 작성하는 공문서를 말한다. 판례는 결재된 검사조서는 공무원이 그 직무권한 내에서 작성한 문서로서 허위공문서작성죄의 객체인 공문서에 해당한다고 보았다.

## 증거법상 지위

### 영미법계
영미법계 법정에서는 당사자주의에 따라 검사의 피고인신문 제도가 없고 피의자 진술은 전문법칙 대상 아니다.

### 한국
기존 판례는, 검사가 작성한 피의자신문조서는 피고인 여부를 불문하고 형식적 진정성립이 인정되면, 원진술자가 조서 내용과 같이 진술하지 않았다고 주장하는 등 실질적 진정성립을 부정하더라도 실질적 진정성립을 추정하고 증거능력을 부여하였으나 최근 대법원 전원합의체 판결을 통해, 검사 작성 조서는 피의자신문조서, 진술조서를 불문하고 실질적 진정성립은 추정되지 아니하며 공판정에서 원진술자의 진술에 의하여만 실질적 진정성립이 인정된다고 하여, 피의자신문조서에 관련된 기존의 입장을 변경하였다.

## 같이 보기
- 피의자신문조서